# Flugplatz Kyritz

i7
i11
i13
Der Flugplatz Kyritz (ICAO-Code: EDBK) ist ein Verkehrslandeplatz im Landkreis Ostprignitz-Ruppin. Er verfügt über eine 1000 Meter lange und 23 Meter breite Asphaltpiste und eine 1000 Meter lange und 30 Meter breite Graspiste. Die Graspiste ist für Segelflugzeuge, Motorsegler, Ultraleichtflugzeuge und Motorflugzeuge mit einem Höchstabfluggewicht von bis zu zwei Tonnen, für die Asphaltpiste bis zu 5,7 Tonnen, zugelassen.

## Geschichte
Im Zweiten Weltkrieg diente der Flugplatz als Notlandeplatz. Nachdem die Alliierten das nach dem Krieg geltende Flugverbot 1950 aufgehoben hatten, entstand in Kyritz der Wunsch, eine Flugsportgruppe aufzubauen. Im Jahr 1952 gründeten Flugsportinteressierte die Interessengemeinschaft Segelflug. Der sowjetische Stadtkommandant und der Rat der Stadt Kyritz stellten der Interessengemeinschaft den Flugplatz zur Verfügung. Am 31. Oktober 1953 wurde der Segelflugbetrieb mit einer SG 38-108 aufgenommen. Im Jahr 1956 wurde eine Hangar mit Werkstatt und Schulungsraum errichtet.
Ab 1957 wurden vom Flugplatz aus erste Agrarflüge durchgeführt und in den folgenden Jahren wurden diese Aktivitäten immer weiter ausgebaut. Anfang der 1970er Jahre war der Stützpunkt auf dem Flugplatz für ein Gebiet von der Ostsee bis zum Bezirk Dresden für Argrarflüge zuständig. Dafür waren 115 Mitarbeiter und 70 Maschinen auf dem Platz stationiert.
Nach mehreren erfolgreichen Fluchten mit einem Flugzeug wurde der Flugbetrieb in der DDR stark eingeschränkt und militärisch organisiert. Aktive Segelflieger mit Kontakten in die Bundesrepublik wurden vom Flugbetrieb ausgeschlossen. Im August 1979 wurde der Segelflugbetrieb am Platz schließlich vollständig eingestellt. Die Flugzeuge wurden auf andere Flugplätze verteilt.
Nach der Wende wurde der Agrarfliegerstützpunkt aufgelöst und der Platz ging in den Besitz der Treuhandanstalt über. Im Januar 1990 wurde der Flugsportclub Kyritz gegründet. Am 1. Juli 1991 wurde die Flughafen Kyritz Betriebs GmbH gegründet, die per Beschluss der Stadtverordnetenversammlung 1996 zu einhundert Prozent von der Stadt Kyritz übernommen wurde. Im Jahr 1999 wurde eine 1000 Meter lange und 23 Meter breite Asphaltpiste mit entsprechendem Rollfeld gebaut.
Heute verfügt der Flugplatz Kyritz über eine moderne Flugplatzbefeuerung, die einen Nachtflugbetrieb ermöglicht und ist Standort verschiedener Vereine und Betriebe. Unter anderem betreibt der Förderverein Agrarflug am Platz ein Museum mit technischen Geräten und Publikationen aus dem Bereich der Agrarfliegerei. Des Weiteren sind der Flugsport-Club Kyritz und eine Verkehrsfliegerschule am Platz ansässig.

## Zwischenfälle
Am 16. Juli 2000 durchflog ein Segelflugzeug des Typs Grob Astir CS 77 beim Anflug auf den Platz Gebiete mit größerem Sinken, wodurch der Platz nicht mehr erreicht werden konnte. Der Pilot entschied sich für eine Außenlandung auf einer Wiese circa 1,5 Kilometer nordwestlich des Platzes. In einer Höhe von zwanzig bis dreißig Metern flog der Pilot eine Endanflugkurve mit einer Neigung von vierzig bis sechzig Grad. Dadurch kam es zu einem Strömungsabriss und das Flugzeug kippte über die linke Tragfläche ab. Das Flugzeug berührte den Boden mit der linken Tragfläche zuerst, die daraufhin abbrach. Danach prallte das Flugzeug mit dem Bug zuerst auf und die Rumpfschale brach. Der Pilot wurde schwer verletzt.